# Harald Petersen
Pour les articles homonymes, voir Petersen.
Harald Petersen, né le 27 octobre 1893 à Store Damme (Danemark) et mort le 16 janvier 1970 à Hellerup (Danemark), est un homme politique danois membre du parti Venstre, ancien ministre et ancien député au Parlement (le Folketing).

## Décoration
- Commandeur de l'ordre du Dannebrog